# Double Star
Pour le roman de Robert A. Heinlein, voir Double Étoile.
Double Star est un programme spatial chinois de la China National Space Administration (CNSA), mené en coopération avec l'Agence spatiale européenne (ESA). C'est la première mission chinoise étudiant la magnétosphère terrestre. La mission se compose de deux satellites : un satellite équatorial (TC-1) et un satellite polaire (TC-2). Cette mission scientifique fonctionne de concert avec la mission européenne Cluster. Après le lancement du TC-2 en juillet 2004, la mission dont la durée initiale est 18 mois est prolongée à deux reprises par les deux agences spatiales et elle s'achève fin septembre 2007.

## Historique
La mission se compose de deux satellites qui sont conçus, construits, lancés et suivis par la CNSA. L'Agence spatiale européenne participe à hauteur de 8 millions d'euros au programme Double Star. Ce financement est utilisé pour la rénovation et la pré-intégration des instruments européens, l'acquisition de données  quatre heures par jour et la coordination des opérations scientifiques. La mission Double Star a pu fonctionner en conjonction avec la constellation de satellites Cluster de l'ESA.
Le lancement du premier satellite, TC-1 (du chinois Tan Ce 1, signifiant "Explorateur 1"), a lieu le 29 décembre 2003 à 19h06 TU par une fusée Longue Marche 2C. TC-1 a été lancé sur une orbite équatoriale elliptique de 570 × 78 970 km avec une inclinaison de 28,5° par rapport à l'équateur depuis le Centre spatial de Xichang. Cet apogée de cette mission était la plus profonde dans l'espace que la Chine avait jamais atteinte à l'époque. Son but était d'enquêter sur l'énorme « queue de la magnétosphère » de la Terre, la région où les particules sont accélérées en direction des pôles magnétiques de la planète par un processus connu sous le nom de « reconnexion ».
Le second, TC-2 est lancé le 25 juillet 2004 à 19h06 TU, également par une fusée Longue Marche 2C. Le satellite TC-2 a été injecté sur une orbite elliptique polaire de 700 × 39 000 km, avec une inclinaison de 90° par rapport à l'équateur depuis le Centre spatial de Taiyuan. Son objectif est d'étudier les processus physiques se produisant sur les pôles magnétiques et le développement des aurores polaires.
Le 14 octobre 2007, la mission de TC-1 prend fin et ce dernier est détruit en rentrant dans l'atmosphère. Le satellite TC-2 et sa charge utile sont opérationnels et continuent de fonctionner mais le soutien financier de l'ESA est interrompu.

## Caractéristiques techniques
Les deux satellites ont une masse de 660 kg et sont stabilisés par rotation (15 tours par minute). Le corps du satellite est haut de 1,4 mètre pour un diamètre de 2,1 mètres. Il comprend deux perches supportant des capteurs des expériences scientifiques et deux antennes axiales pour les télécommunications.

## Instruments
Les deux satellites emportent des instruments différents : 
Satellite équatorial (TC-1) :
ASPOC (Active Spacecraft Potential Control) IWF, Autriche
- FGM (Fluxgate Magnetometer) IC, Royaume-Uni
- PEACE (Plasma Electron and Current Experiment) MSSL, Royaume-Uni
- HIA (Hot Ion Analyzer), capteur 2 de CIS CESR France
- STAFF (Spatio-Temporal Analysis of Field Fluctuations) en partie + DWP (Digital Wave Processor (DWP), CETP, France et Université de Sheffield, Royaume-Uni
- HEED (High Energy Electron Detector) CSSAR, Chine
- HEPD (High Energy Proton Detector) CSSAR, Chine
- HID (Heavy Ion detector) CSSAR, Chine

Satellite polaire (TC-2) :
- NUADU (Neutral Atom Imager) Université Nationale d'Irlande
- FGM (Fluxgate Magnetometer) IWF, Autriche
- PEACE (Plasma Electron and Current Experiment) MSSL, Royaume-Uni
- LEID (Low Energy Ion Detector) CSSAR, Chine
- LFEW (Low Frequency Electromagnetic Wave Detector) CSSAR, Chine
- HEED (High Energy Electron Detector) CSSAR, Chine
- HEPD (High Energy Proton Detector) CSSAR, Chine
- HID (Heavy Ion Detector) CSSAR, Chine.

## Résultats
La mission a contribué de manière significative à la compréhension des limites de la magnétosphère terrestre et des processus fondamentaux à l’œuvre lors du transport de masse, de moment et d'énergie dans la magnétosphère. Pour la première fois, il a été possible de suivre à la fois l'évolution des structures de la magnétosphère et des processus à petite échelle grâce à la constellation de satellites Cluster et à grande échelle avec Double Star. L'une des découvertes les plus surprenantes est la présence de milliers de bulles de gaz très chaud ou de zones à faible densité en ions qui grossissent puis disparaissent au niveau de la zone de choc là où la magnétosphère rencontre le courant de gaz produit par le Soleil.    